# Leptanthura sculpta
Leptanthura sculpta là một loài chân đều trong họ Leptanthuridae. Loài này được Pasternak miêu tả khoa học năm 1982.